# Georg Mischon
Georg Mischon, švicarski rokometaš, * 28. julij 1907, † ?.
Leta 1936 je na poletnih olimpijskih igrah v Berlinu v sestavi švicarske rokometne reprezentance osvojil bronasto olimpijsko medaljo.